# Sphaerosyllis lateropapillata
Sphaerosyllis lateropapillata är en ringmaskart. Sphaerosyllis lateropapillata ingår i släktet Sphaerosyllis och familjen Syllidae. Utöver nominatformen finns också underarten S. l. uteae.